# Đội tuyển bóng đá U-23 quốc gia Các Tiểu vương quốc Ả Rập Thống nhất
Đội tuyển bóng đá U-23 quốc gia Các Tiểu vương quốc Ả Rập Thống nhất đại diện cho Các Tiểu vương quốc Ả Rập Thống nhất tại Thế vận hội, Á vận hội và các giải đấu U-23 quốc tế. Đội tuyển được quản lý bởi Hiệp hội bóng đá Các Tiểu vương quốc Ả Rập Thống nhất (UAEFA). 

## Thành tích tại các giải đấu

### Thế vận hội
| Năm  | Kết quả                  | Vị trí                   | ST                       | T                        | H                        | B                        | BT                       | BB                       |
| ---- | ------------------------ | ------------------------ | ------------------------ | ------------------------ | ------------------------ | ------------------------ | ------------------------ | ------------------------ |
| 1992 | Không vượt qua vòng loại | Không vượt qua vòng loại | Không vượt qua vòng loại | Không vượt qua vòng loại | Không vượt qua vòng loại | Không vượt qua vòng loại | Không vượt qua vòng loại | Không vượt qua vòng loại |
| 1996 | Không vượt qua vòng loại | Không vượt qua vòng loại | Không vượt qua vòng loại | Không vượt qua vòng loại | Không vượt qua vòng loại | Không vượt qua vòng loại | Không vượt qua vòng loại | Không vượt qua vòng loại |
| 2000 | Không vượt qua vòng loại | Không vượt qua vòng loại | Không vượt qua vòng loại | Không vượt qua vòng loại | Không vượt qua vòng loại | Không vượt qua vòng loại | Không vượt qua vòng loại | Không vượt qua vòng loại |
| 2004 | Không vượt qua vòng loại | Không vượt qua vòng loại | Không vượt qua vòng loại | Không vượt qua vòng loại | Không vượt qua vòng loại | Không vượt qua vòng loại | Không vượt qua vòng loại | Không vượt qua vòng loại |
| 2008 | Không vượt qua vòng loại | Không vượt qua vòng loại | Không vượt qua vòng loại | Không vượt qua vòng loại | Không vượt qua vòng loại | Không vượt qua vòng loại | Không vượt qua vòng loại | Không vượt qua vòng loại |
| 2012 | Vòng bảng                | 15th                     | 3                        | 0                        | 1                        | 2                        | 3                        | 6                        |
| 2016 | Không vượt qua vòng loại | Không vượt qua vòng loại | Không vượt qua vòng loại | Không vượt qua vòng loại | Không vượt qua vòng loại | Không vượt qua vòng loại | Không vượt qua vòng loại | Không vượt qua vòng loại |
| 2020 | Không vượt qua vòng loại | Không vượt qua vòng loại | Không vượt qua vòng loại | Không vượt qua vòng loại | Không vượt qua vòng loại | Không vượt qua vòng loại | Không vượt qua vòng loại | Không vượt qua vòng loại |
| 2024 | Không vượt qua vòng loại | Không vượt qua vòng loại | Không vượt qua vòng loại | Không vượt qua vòng loại | Không vượt qua vòng loại | Không vượt qua vòng loại | Không vượt qua vòng loại | Không vượt qua vòng loại |
| 2028 | Chưa xác định            | Chưa xác định            | Chưa xác định            | Chưa xác định            | Chưa xác định            | Chưa xác định            | Chưa xác định            | Chưa xác định            |
| 2032 | Chưa xác định            | Chưa xác định            | Chưa xác định            | Chưa xác định            | Chưa xác định            | Chưa xác định            | Chưa xác định            | Chưa xác định            |
| Tổng | Vòng bảng                | 15th                     | 3                        | 0                        | 1                        | 2                        | 3                        | 6                        |

### Đại hội Thể thao châu Á
| Đại hội Thể thao châu Á | Đại hội Thể thao châu Á | Đại hội Thể thao châu Á | Đại hội Thể thao châu Á | Đại hội Thể thao châu Á | Đại hội Thể thao châu Á | Đại hội Thể thao châu Á | Đại hội Thể thao châu Á |
| Năm                     | Vòng                    | ST                      | T                       | H                       | B                       | BT                      | BB                      |
| ----------------------- | ----------------------- | ----------------------- | ----------------------- | ----------------------- | ----------------------- | ----------------------- | ----------------------- |
| 2002                    | Vòng bảng               | 3                       | 1                       | 1                       | 1                       | 3                       | 4                       |
| 2006                    | Vòng bảng               | 3                       | 0                       | 1                       | 2                       | 3                       | 7                       |
| 2010                    | Huy chương bạc          | 7                       | 4                       | 2                       | 1                       | 9                       | 2                       |
| 2014                    | Tứ kết                  | 4                       | 2                       | 0                       | 2                       | 8                       | 3                       |
| 2018                    | Huy chương đồng         | 7                       | 1                       | 3                       | 3                       | 9                       | 9                       |
| Tổng                    | Huy chương bạc          | 24                      | 8                       | 7                       | 9                       | 32                      | 25                      |

### Cúp bóng đá U-23 châu Á
| Năm     | Kết quả                  | ST                       | T                        | H                        | B                        | BT                       | BB                       |
| ------- | ------------------------ | ------------------------ | ------------------------ | ------------------------ | ------------------------ | ------------------------ | ------------------------ |
| 2013    | Tứ kết                   | 4                        | 1                        | 2                        | 1                        | 2                        | 2                        |
| 2016    | Tứ kết                   | 4                        | 2                        | 1                        | 1                        | 5                        | 5                        |
| 2018    | Không vượt qua vòng loại | Không vượt qua vòng loại | Không vượt qua vòng loại | Không vượt qua vòng loại | Không vượt qua vòng loại | Không vượt qua vòng loại | Không vượt qua vòng loại |
| 2020    | Tứ kết                   | 4                        | 1                        | 2                        | 1                        | 4                        | 6                        |
| 2022    | Vòng bảng                | 3                        | 1                        | 0                        | 2                        | 3                        | 4                        |
| 2024    | Vòng bảng                | 3                        | 0                        | 0                        | 3                        | 1                        | 5                        |
| Tổng số | Tứ kết                   | 18                       | 5                        | 5                        | 8                        | 15                       | 22                       |

### Cúp GCC
| Năm  | Vòng          | ST            | T             | H             | B             | BT            | BB            |
| ---- | ------------- | ------------- | ------------- | ------------- | ------------- | ------------- | ------------- |
| 2008 | Không tham dự | Không tham dự | Không tham dự | Không tham dự | Không tham dự | Không tham dự | Không tham dự |
| 2010 | Vô địch       | 4             | 3             | 1             | 0             | 6             | 2             |
| 2011 | Á quân        | 4             | 2             | 1             | 1             | 9             | 4             |